# Gabinet Joego Bidena
Gabinet Joego Bidena – gabinet utworzony przez 46. prezydenta Stanów Zjednoczonych Joego Bidena.
Joe Biden objął urząd prezydenta Stanów Zjednoczonych 20 stycznia 2021. Prezydent ma prawo nominować członków swojego gabinetu do zatwierdzenia przez Senat Stanów Zjednoczonych na mocy Klauzuli Mianowania (Appointments Clause) Konstytucji Stanów Zjednoczonych.
Przed zatwierdzeniem i w trakcie przesłuchań kongresowych na czele tego wstępnie potwierdzonego gabinetu stoi p.o. wysokiej rangi pracownik jednego z departamentów władzy wykonawczej. Utworzenie gabinetu było częścią procesu przekazywania władzy po wyborach prezydenckich w Stanach Zjednoczonych w 2020 roku.
Oprócz 15 szefów departamentów wykonawczych jest jeszcze dziewięciu urzędników na szczeblu gabinetu. Biden zmienił strukturę swojego gabinetu, podnosząc na stanowiska na poziomie gabinetu przewodniczącego Rady Doradców Ekonomicznych, dyrektora Biura Polityki Naukowo-Technologicznej oraz ambasadora przy ONZ. Biden usunął z gabinetu dyrektora Centralnej Agencji Wywiadowczej.
Konfirmacje odbywały się w najwolniejszym tempie spośród wszystkich gabinetów prezydenckich we współczesnej historii, co wynikało z opóźnień w ułatwieniu uporządkowanego przekazania władzy i przyjęcia uchwały organizacyjnej dotyczącej rządzenia równo podzielonym Senatem po wyborach uzupełniających do Senatu Stanów Zjednoczonych w Georgii w latach 2020–2021; oraz z drugiego impeachmentu Donalda Trumpa. W marcu 2021 dzięki wzrostowi liczby potwierdzeń w pierwszej połowie miesiąca, tempo potwierdzeń było bliskie tempa. Biden jest pierwszym prezydentem od czasów Ronalda Reagana w 1981, którego wszyscy nominowani przez niego sekretarze gabinetów zostali potwierdzeni na swoich stanowiskach.
Na tej stronie udokumentowano proces potwierdzania nominacji na stanowiska w gabinecie prezydenta Joego Bidena. Są oni wymienieni zgodnie z porządkiem pierwszeństwa obowiązującym w Stanach Zjednoczonych.

## Skład
| Gabinet prezydenta Joego Bidena | Gabinet prezydenta Joego Bidena                         | Gabinet prezydenta Joego Bidena                                                                           | Gabinet prezydenta Joego Bidena         |
| Funkcja | Imię i nazwisko                                         | Funkcja                                                                                                   | Imię i nazwisko                         |
| --- | ------------------------------------------------------- | --- | --------------------------------------- |
| Wiceprezydent Stanów Zjednoczonych Kandydatura ogłoszona: 11 sierpnia 2020 Zwycięstwo w wyborach: 3 listopada 2020 Objęcie urzędu: 20 stycznia 2021 | Kamala Harris z Kalifornii                              | Sekretarz stanu Kandydatura ogłoszona: 23 listopada 2020 Objęcie urzędu: 26 stycznia 2021                 | Antony Blinken z Nowego Jorku           |
| Sekretarz skarbu Kandydatura ogłoszona: 30 listopada 2020 Objęcie urzędu: 26 stycznia 2021                                                          | Janet Yellen z Kalifornii                               | Sekretarz obrony Kandydatura ogłoszona: 8 grudnia 2020 Objęcie urzędu: 22 stycznia 2021                   | Lloyd Austin z Georgii                  |
| Prokurator generalny Kandydatura ogłoszona: 7 stycznia 2021 Objęcie urzędu: 11 marca 2021                                                           | Merrick Garland z Maryland                              | Sekretarz zasobów wewnętrznych Kandydatura ogłoszona: 17 grudnia 2020 Objęcie urzędu: 16 marca 2021       | Deb Haaland z Nowego Meksyku            |
| Sekretarz rolnictwa Kandydatura ogłoszona: 10 grudnia 2020 Objęcie urzędu: 24 lutego 2021                                                           | Tom Vilsack z Iowa                                      | Sekretarz handlu Kandydatura ogłoszona: 7 stycznia 2021 Objęcie urzędu: 3 marca 2021                      | Gina Raimondo z Rhode Island            |
| Sekretarz pracy Kandydatura ogłoszona: 28 lutego 2023 Oczekuje na zatwierdzenie przez Senat                                                         | Julie Su z Wisconsin                                    | Sekretarz zdrowia i opieki społecznej Kandydatura ogłoszona: 7 grudnia 2020 Objęcie urzędu: 19 marca 2021 | Xavier Becerra z Kalifornii             |
| Sekretarz urbanizacji Objęcie stanowiska: 22 marca 2024                                                                                             | Adrianne Todman z Wysp Dziewiczych Stanów Zjednoczonych | Sekretarz transportu Kandydatura ogłoszona: 15 grudnia 2020 Objęcie urzędu: 3 lutego 2021                 | Pete Buttigieg z Indiany                |
| Sekretarz energii Kandydatura ogłoszona: 17 grudnia 2020 Objęcie urzędu: 25 lutego 2021                                                             | Jennifer Granholm z Michigan                            | Sekretarz edukacji Kandydatura ogłoszona: 22 grudnia 2020 Objęcie urzędu: 2 marca 2021                    | Miguel Cardona z Connecticut            |
| Sekretarz spraw weteranów Kandydatura ogłoszona: 10 grudnia 2020 Objęcie urzędu: 9 lutego 2021                                                      | Denis McDonough z Maryland                              | Sekretarz bezpieczeństwa krajowego Kandydatura ogłoszona: 23 listopada 2020 Objęcie urzędu: 2 lutego 2021 | Alejandro Mayorkas z Dystryktu Kolumbii |

| Pozostali członkowie gabinetu                                                                                      | Pozostali członkowie gabinetu          | Pozostali członkowie gabinetu                                                                                            | Pozostali członkowie gabinetu      |
| Funkcja | Imię i nazwisko                        | Funkcja | Imię i nazwisko                    |
| --- | -------------------------------------- | --- | ---------------------------------- |
| Administrator Environmental Protection Agency Kandydatura ogłoszona: 17 grudnia 2020 Objęcie urzędu: 11 marca 2021 | Michael S. Regan z Karoliny Północnej  | Dyrektor Biura Zarządzania i Budżetu Kandydatura ogłoszona: 24 listopada 2021 Objęcie urzędu: 17 marca 2022              | Shalanda Young z Luizjany          |
| Dyrektor Wywiadu Narodowego Kandydatura ogłoszona: 23 listopada 2020 Objęcie urzędu: 21 stycznia 2021              | Avril Haines z Nowego Jorku            | Przedstawiciel Stanów Zjednoczonych do spraw Handlu Kandydatura ogłoszona: 10 grudnia 2020 Objęcie urzędu: 18 marca 2021 | Katherine Tai z Dystryktu Kolumbii |
| Ambasador Stanów Zjednoczonych przy ONZ Kandydatura ogłoszona: 23 listopada 2020 Objęcie urzędu: 25 lutego 2021    | Linda Thomas-Greenfield z Nowego Jorku | Przewodniczący Rady Doradców Ekonomicznych Kandydatura ogłoszona: 17 grudnia 2020 Objęcie urzędu: 11 marca 2021          | Cecilia Rouse z New Jersey         |
| Administrator Small Business Administration Kandydatura ogłoszona: 7 stycznia 2021 Objęcie urzędu: 17 marca 2021   | Isabel Guzman z Kalifornii             | Dyrektor Biura Polityki Naukowo-Technicznej Kandydatura ogłoszona: 21 czerwca 2022 Objęcie urzędu: 3 października 2022   | Arati Prabhakar z Kalifornii       |
| Szef personelu Białego Domu Kandydatura ogłoszona: 22 stycznia 2023 Objęcie urzędu: 8 lutego 2023                  | Jeff Zients z Dystryktu Kolumbii       | |                                    |